# Centrolene mariaelenae
Centrolene mariaelenae är en groddjursart som beskrevs av Diego F. Cisneros-Heredia och Roy McDiarmid 2006. Centrolene mariaelenae ingår i släktet Centrolene och familjen glasgrodor. IUCN kategoriserar arten globalt som sårbar. Inga underarter finns listade i Catalogue of Life.